# Caloote
Caloote är en ort i Australien. Den ligger i kommunen Mid Murray och delstaten South Australia, omkring 60 kilometer öster om delstatshuvudstaden Adelaide. Antalet invånare är 299.
Närmaste större samhälle är Murray Bridge, omkring 17 kilometer söder om Caloote.
Trakten runt Caloote består till största delen av jordbruksmark. Runt Caloote är det glesbefolkat, med 10 invånare per kvadratkilometer. Genomsnittlig årsnederbörd är 513 millimeter. Den regnigaste månaden är juni, med i genomsnitt 86 mm nederbörd, och den torraste är december, med 16 mm nederbörd.